# 쌍륙

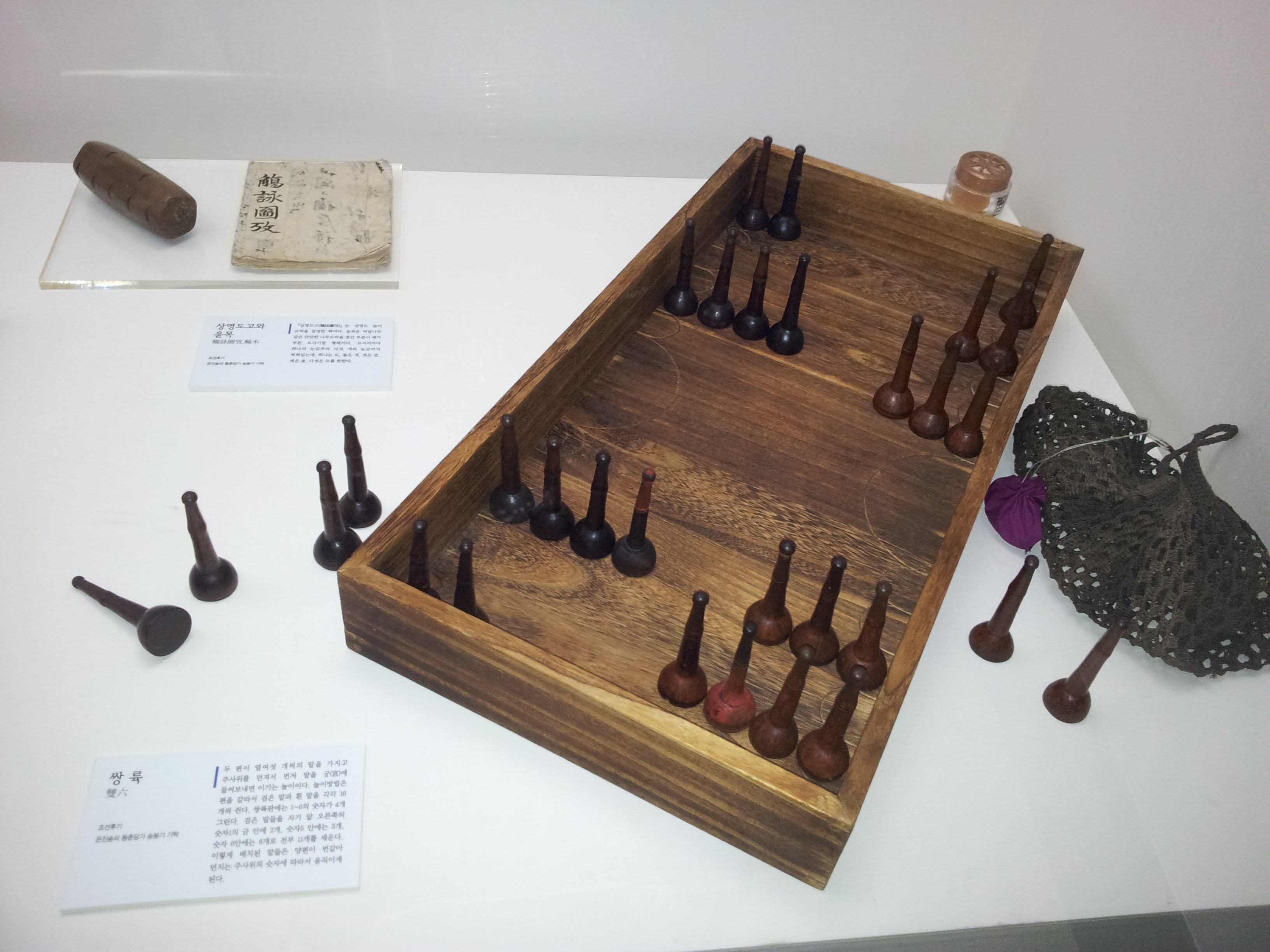
대전 동춘당에서 사용하던 쌍륙

쌍륙(雙六)은 두 사람이 말 열두 개씩 가지고 노는 한국의 민속놀이이다. 중국의 역사서(북사 백제전)에 백제에서 악삭(쌍륙)이 행해졌다는 기록이 있는것을 보아 한국에서는 역사적으로 삼국시대부터 쌍륙을 즐겼던것이 확실하다, 신라 동궁과 월지(안압지)에서 출토된 8세기에 제작된 신라의 정육면체 주사위는 쌍륙놀이 등에 쓰였을 것으로 추정된다. 오늘날 안동 지방에서 행해진다. 또한 남자뿐만 아니라 여자도 즐긴 놀이이다.
쌍륙에 쓰이는 도구는 말 스물네 개(1인당 12개)와 주사위 두 개 그리고 말판이다. 이때 말판은 따로 만들 수도 있고, 장기판을 쓰기도 한다.

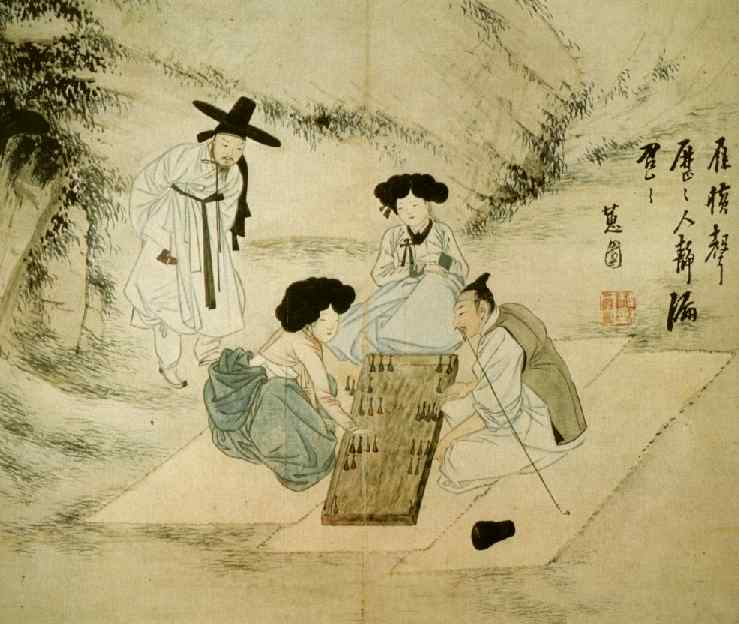
신윤복의 풍속화에 등장하는 쌍륙 놀이 모습

놀이 방식이 서양의 백개먼과 어느 정도 비슷하다.

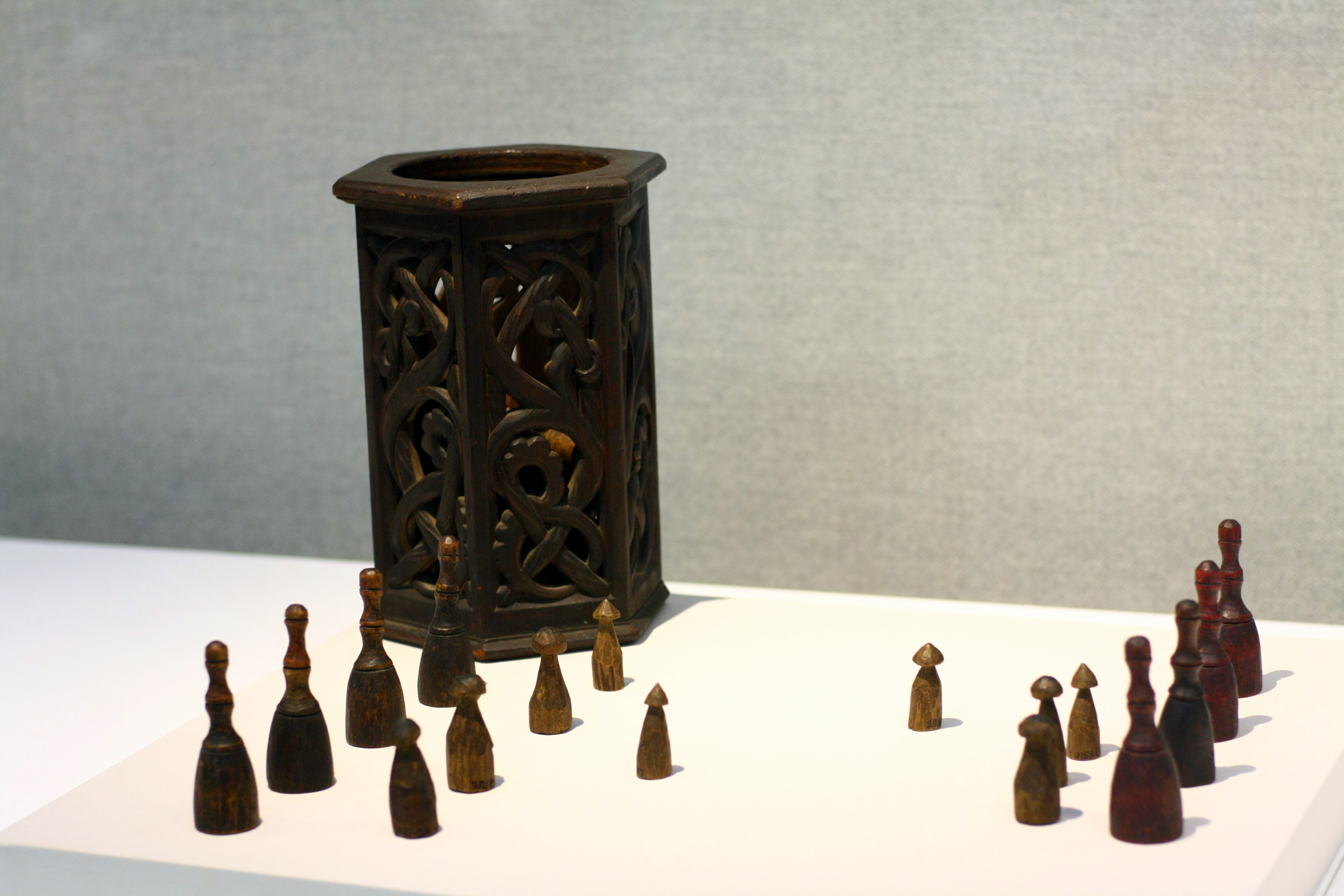
쌍륙 말

## 규칙
주사위 두 개를 굴려 나온 사위대로 말을 앞으로 보낸다.
원래는 자기 말밭에서 모든 말이 벗어나면 이겼으나, 후대에 가면 상대의 궁을 점령하면 이기도록 바뀌었다.

## 기타
정약용의 《목민심서》에 도박하는 놀이로 나와 있다.

## 같이 보기
- 백개먼
- 용호쌍륙(중국어판)

## 참고 자료
- 강명관 (2004년 1월 5일). 〈투전 노름에 날새는 줄 몰랐다 | 도박〉. 《조선의 뒷골목 풍경》 초 12쇄판. 서울: 푸른역사. ISBN 89-87787-74-5.